# Aplidium paralineatum
Aplidium paralineatum är en sjöpungsart som beskrevs av Kott 1992. Aplidium paralineatum ingår i släktet Aplidium och familjen klumpsjöpungar. Inga underarter finns listade i Catalogue of Life.